# 장정셴
장정셴(중국어 정체자: 張正憲, 간체자: 张正宪, 병음: Zhāng Zhèngxiàn, 한자음: 장정헌, 1967년 2월 8일~)은 중화민국의 야구 선수이다. 1992년 하계 올림픽에서 중화 타이베이 대표팀 소속으로 은메달을 획득했다.